# Lotyšské letectvo
Lotyšské letectvo (lotyšsky Latvijas Gaisa spēki) je označení pro vzdušnou složku ozbrojených sil Lotyšska, která zajišťuje kontrolu a obranu vzdušného prostoru státu, zajišťuje bojovou a mobilizační připravenost jednotek, pomáhá při mimořádných událostech, požárech a záchranných akcích, podílí se na likvidaci následků těchto událostí, jakož i na pátracích a záchranných akcích po osobách a jiných objektech, plní úkoly letecké dopravy a připravuje vojenský personál pro účast v mezinárodních operacích.
V současné době je protivzdušná obrana země zajišťována dalšími členskými státy NATO v rámci programu Baltic Air Policing.

## Historie

### Meziválečné období
Lotyšské letectvo bylo poprvé založeno 7. června 1919 jakožto Lotyšská armádní letecká skupina, později Lotyšský letecký pluk, který působil až do okupace Lotyšska v roce 1940.

### Po roce 1991
Lotyšské letectvo bylo po rozpadu Sovětského svazu obnoveno 24. února 1992 původně jako Správa letectva a protivzdušné obrany, v červnu 1992 byla zřízena letecká základna Spilves v Rize, kam se přesunulo šest víceúčelových letadel An-2 a čtyři vrtulníky Mi-2. V srpnu 1994 se hlavní základnou letectva stalo letiště Lielvārde, které bylo uvolněno ozbrojenými silami Ruské federace, zároveň byla k letectvu převedena také letiště Jēkabpils a Tukums. V roce 1999 ze služby odešel poslední voják základní služby, a letectvo se tak stalo plně profesionální.

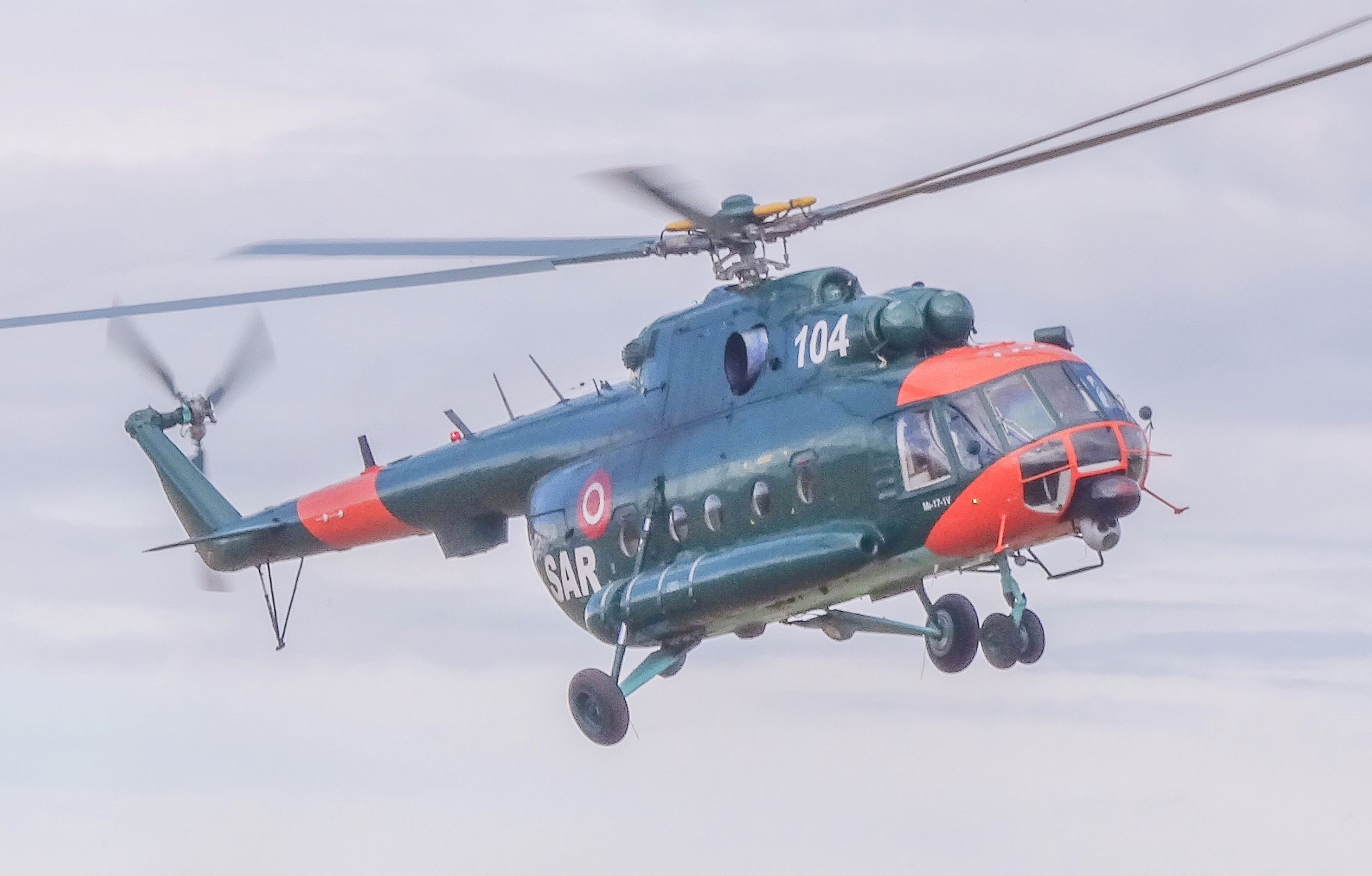
Lotyšský Mil Mi-17A

Země v létě 2022 darovala Ukrajině mj. dva vrtulníky Mi-2, dva Mi-17 nebo přenosné raketové komplety FIM-92 Stinger. Jako náhradu Lotyšské letectvo obdrželo čtyři vrtulníky Sikorsky UH-60 Black, zároveň zakoupilo čtyři vrtulníky MD530F s plánovaným dodáním v letech 2026-2027.
V březnu 2024 se kvůli modernizaci letecké základny Ämari v Estonsku přesunulo do Lielvārde pět letounů Eurofigher německého letectva, čímž se Lotyšsko stalo poslední zemí z Pobaltí, odkud operovala letectva zemí NATO v rámci programu Baltic Air Policing.

## Přehled letecké techniky
| Název                     | Původ                  | Fotografie | Množství      | Určení                                    |           |           |           |
| Vrtulníky                 | Vrtulníky              | Vrtulníky  | Vrtulníky     | Vrtulníky                                 | Vrtulníky | Vrtulníky | Vrtulníky |
| ------------------------- | ---------------------- | ---------- | ------------- | ----------------------------------------- | --------- | --------- | --------- |
| Mil Mi-17                 | Rusko                  |            | 4             | víceúčelový vrtulník / pátrání a záchrana |           |           |           |
| Sikorsky UH-60 Black Hawk | Spojené státy americké |            | 3+1 objednán. | užitkový vrtulník                         |           |           |           |
| AgustaWestland AW109      | Itálie                 |            | 2[zdroj?]     |                                           |           |           |           |
| Letadla                   |                        |            |               |                                           |           |           |           |
| An–2 “Colt”               | Sovětský svaz          |            | 4[zdroj?]     | víceúčelový letoun                        |           |           |           |
| L-410 Turbolet            | Česko                  |            | 2[zdroj?]     | dopravní a transportní letoun             |           |           |           |